# Цимбелін (фільм)
«Цимбелін» (англ. Cymbeline) — фільм Майкла Алмерейди, за однойменною п'єсою Вільяма Шекспіра. Головні ролі виконали Ітан Хоук, Ед Харріс, Мілла Йовович. Прем'єра в США відбулась 3 вересня 2014 року.
Слоган: «Королі, королеви, байкери, війна».

## Сюжет
Сучасна адаптація однойменної трагедії Вільяма Шекспіра. Дію перенесено в наші дні. Цимбелін, лідер байкерів-наркоторговців, оголошує війну місцевим корумпованим поліцейським. Його доньці Імогені та її коханому Постуму приходится самим відстоювати своє кохання.

## У ролях
| Актор          | Роль                        |
| -------------- | --------------------------- |
| Ітан Гоук      | Яким                        |
| Ед Харріс      | Цимбелін                    |
| Мілла Йовович  | Королева                    |
| Джон Легуізамо | Пасімо                      |
| Пенн Беджлі    | Леонат Постум               |
| Дакота Джонсон | Імоджен (Імогена, Інногена) |
| Антон Єльчін   | Клотен                      |
| Делрой Ліндо   | Беларіус                    |
| Білл Пуллман   | Сицилій Леонатус            |
| Джеймс Ренсон  | Філаріо                     |